# Claudine Emonet
Claudine Emonet (Sallanches, 13 febbraio 1962) è un'ex sciatrice alpina francese.

## Biografia
Specialista delle prove veloci sorella di Patricia, a sua volta sciatrice alpina, la Emonet ottenne i suoi primi risultati di rilievo in Coppa Europa, dove giunse 3ª nella classifica di discesa libera nella stagione 1979-1980. In Coppa del Mondo ottenne il primo risultato di rilievo il 13 gennaio 1982 sulle nevi di Grindelwald giungendo 9ª nella medesima specialità e il 15 dicembre dello stesso anno a San Sicario conquistò il primo podio, piazzandosi 2ª nella discesa libera vinta dalla compagna di squadra Caroline Attia. Il secondo e ultimo podio lo ottenne il 19 gennaio 1985 sul tracciato di Megève concludendo 3ª alle spalle della fuoriclasse svizzera Michela Figini e della connazionale Catherine Quittet; ai Mondiali di Bormio 1985 e Crans-Montana 1987 non completò la combinata.
Partecipò ai XV Giochi olimpici invernali di Calgary 1988 (sua unica presenza olimpica), classificandosi 17ª nella discesa libera, 22ª nel supergigante e non completando la combinata, e ai Mondiali di Vail 1989, terminando 10ª nella discesa libera (suo unico piazzamento iridato). Ottenne l'ultimo piazzamento in Coppa del Mondo il 27 gennaio 1990, quando colse il 15º posto nella discesa libera di Santa Caterina Valfurva, e la sua ultima gara fu uno slalom gigante FIS disputato il 22 gennaio 1997 a Copper Mountain.

## Palmarès

### Coppa del Mondo
- Miglior piazzamento in classifica generale: 30ª nel 1983
- 2 podi (entrambi in discesa libera):
  - 1 secondo posto
  - 1 terzo posto

### Campionati francesi
- 2 medaglie (dati parziali, dalla stagione 1982-1983):
  - 2 ori (combinata[senza fonte] nel 1983; discesa libera[senza fonte] nel 1985)